# Bisons du Manitoba
Les Bisons du Manitoba sont le nom porté par le programme sportif universitaire représentant l'Université du Manitoba, située à Winnipeg, Manitoba, au Canada.

## Équipes universitaires
Équipes universitaires :
- Athlétisme (M/F)
- Basket-ball (M/F)
- Cross-country (M/F)
- Football (F)
- Football canadien (M)
- Golf (M)
- Hockey sur glace (M/F)
- Natation (M/F)
- Volley-ball (M/F)

## Rivalité

### Contre l'Université de Winnipeg
Il existe une rivalité omnisports de longue date entre les Bisons et les Wesmen de l'Université de Winnipeg, car les deux universités sont situées dans la même cité de Winnipeg.

### Contre l'Université de la Saskatchewan
Il existe aussi une rivalité sportive entre les Bison et les Huskies de l'Université de la Saskatchewan, située à la province voisine de la Saskatchewan.